# David Moberg Karlsson
Jens David Joacim Moberg Karlsson (Mariestad, 20 marzo 1994) è un calciatore svedese, centrocampista o attaccante dell'IFK Norrköping.

## Caratteristiche tecniche
Viene solitamente utilizzato da ala sinistra o da attaccante.

## Carriera

### Club
Cresciuto nel Mariestad, nel 2011 passa all'IFK Göteborg, società nella quale vince la coppa nazionale nel 2013. Il 19 giugno dello stesso anno si trasferisce al Sunderland in cambio di € 1,9 milioni. Esordisce con il Sunderland il 27 agosto in League Cup contro l'MK Dons (4-2), ma in campionato non scende mai in campo. Nel gennaio 2014 viene ceduto in prestito agli scozzesi del Kilmarnock, nell'agosto 2014 passa definitivamente ai danesi del Nordsjælland.
Nonostante il contratto quadriennale, in Danimarca rimane solo due anni, poiché nell'estate 2016 ritorna in patria all'IFK Norrköping. Nel 2018 è il miglior marcatore della squadra in campionato, con 10 segnature.
Il 10 dicembre 2018 viene stato reso noto che il giocatore sarebbe stato ceduto ai cechi dello Sparta Praga con un accordo della durata di tre anni e mezzo.
All'estero trascorre rispettivamente tre anni in Reupubblica Ceca dal gennaio 2019 al dicembre 2021, un anno e mezzo in Giappone con gli Urawa Red Diamonds fino al luglio 2023 e una stagione in Grecia all'Arīs Salonicco nel 2023-2024. Nel luglio 2024 Moberg Karlsson torna, da svincolato, a far parte dell'IFK Norrköping, squadra che in quel momento occupava il penultimo posto nell'Allsvenskan 2024.

### Nazionale
Ha giocato nelle nazionali giovanili svedesi Under-17, Under-19 ed Under-21.
Tra il 2017 ed il 2019 ha segnato un gol in 3 presenze con la nazionale maggiore svedese.

## Palmarès

### Club

#### Competizioni nazionali
- Coppa di Svezia: 1

IFK Göteborg: 2012-2013
- Coppa della Repubblica Ceca: 1

Sparta Praga: 2019-2020
- Supercoppa del Giappone: 1

Urawa Reds: 2022

#### Competizioni internazionali
- AFC Champions League: 1

Urawa Reds: 2022